# Schalkau
Schalkau är en stad i Landkreis Sonneberg i förbundslandet Thüringen i Tyskland.
Den tidigare kommunen Bachfeld uppgick i Schalkau den 31 december 2019.

## Bilder
|  |
|  |